# Черков, Павел Платонович
Павел Платонович Черков (1846 — ?) — русский военный деятель, генерал от инфантерии (1916). Герой Русско-турецкой войны.

## Биография
В службу вступил в  1863 году, в 1872 году после окончании Тифлисского военного училища произведён в прапорщики и выпущен в Елисаветпольский 156-й пехотный полк.  В 1875 году произведён в подпоручики, в 1879 году в поручики.
С 1877 года участник Русско-турецкой войны, был ранен.  За храбрость в этой компании был награждён орденами Святого Станислава III степени с мечами и бантом и Святого Владимира IV степени. 19 апреля 1878 года за храбрость был награждён орденом Святого Георгия IV степени:
За отличие в деле против турок у Деве-Бойну 23 октября 1877 года, командуя ротой, первым, с 3 человеками своей роты, вбежал на высоту и захватил неприятельское орудие
В 1880 году произведён в штабс-капитаны, в 1886 году «за отличие» в капитаны, в 1895 году «за отличие» в подполковники, командир роты. В 1899 году произведён «за отличие» в полковники, командир батальона. С 1901 года командир Грузинского 14-го гренадерского полка. В 1907 году «за отличие» произведён в генерал-майоры с назначением  Тифлисским комендантом. В 1913 году «за отличие» произведён в генерал-лейтенанты.
В 1916 году произведён в генералы от инфантерии, с увольнением в отставку по болезни.